# День моля
День мо́ля — неофициальный праздник, отмечаемый химиками Северной Америки 23 октября между 6:02 утра и 6:02 вечера (6:02 10/23 в американской нотации времени и даты). Эти время и дата происходят из числа Авогадро, которое приблизительно равно 6,02⋅1023 и определяет количество частиц (атомов, молекул и др.), содержащихся в одном моле вещества, одной из семи основных единиц СИ.

## История
Идея Дня моля возникла из статьи в «Сайнс Тичер» (The Science Teacher) начала 1980-х. Воодушевлённый этой статьёй, Морис Ойлер, ныне отставной преподаватель химии средней школы из Prairie du Chien (Висконсин), 15 мая 1991 года основал Национальный фонд Дня моля (National Mole Day Foundation, NMDF).

## Как празднуется
Во многих школах США и Канады День моля отмечается, чтобы заинтересовать учащихся в химии. Арт Логэн, преподаватель химии из средней школы Клио (Мичиган) на своей странице Международного фонда Дня моля предлагает примерные сценарии проведения Дня моля, включающих игры или творческие задания на околохимические темы. Например, предлагается «составить список предметов домашнего обихода, используя только химические названия. Такие как: нечто, содержащее NaHCO3», «Придумать ко Дню моля стихотворение, рассказ или комикс» и т. п.

## Другие обычаи
- В некоторых школах День моля отмечается 2 июня (6/02), а не 23 октября (23/10), по-видимому, с 10:23 утра до 10:23 вечера.
- В некоторых школах отмечается Неделя моля в районе 23 октября.

## Шуточные праздники
- День смеха
- День Сэди Хокинс
- Международный пиратский день (International Talk Like A Pirate Day)